# 奥訓練場
奥訓練場 (おくくんれんじょう、英: Oku Training Area) は、1971年の日米合意「沖縄返還協定・了解覚書」のC表において返還される米軍基地として登録された34箇所の一つで、沖縄県国頭村奥にあった。38,959,000㎡という広大な土地が訓練場として示されたが、正式には軍用地でなく、ほとんど使用実績のない一時使用区域であったため問題となった。1972年の沖縄施政権移行にさきがけ、1971年に「返還」された。

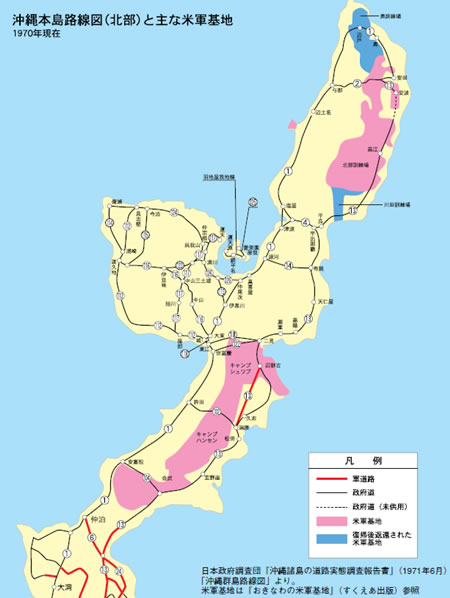
奥訓練場と川田訓練場ののおよその位置。北部訓練場から北側が奥訓練場で奥海岸までとなる。南側から東村川田の平良湾までが川田訓練場となる。

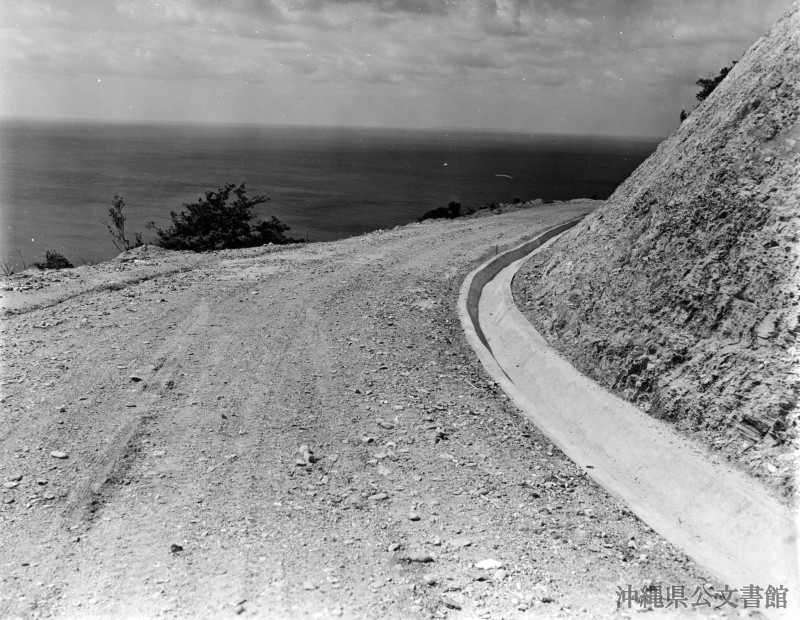
辺戸から奥への道路工事は1962年1月29日に開通式が行われる。

## 概要
海兵隊北部訓練場の北側に隣接し、奥海岸までの地所がおよその「奥訓練場」とされる。「沖縄返還協定・了解覚書」で返還される「米軍基地」として記録されるが、正確には一年のうちごく限られた日数だけを地主から直接借り上げてはじめて使用できる一時使用区域であった。
- 名称: 奥訓練場 (Oku Training Area)
- 場所: 沖縄県国頭村奥
- 面積: 38,959,000㎡
- 施設番号: 沖縄返還協定「了解覚書」C表7番
- 管轄: 米陸軍

### 奥訓練場の「返還」
- 1970年2月15日 - 36,000㎡ 返還
- 1971年6月30日 - 38,923,000 返還
- 合計　38,959,000㎡[1][2]

## 沖縄返還協定「了解覚書」問題
1971年6月の「沖縄返還協定・了解覚書」は、地元の自治体や沖縄県の存在を素通りして日米間で取り決められたため、その内容は米軍の主張をそのまま反映した内容になっており、軍用地ではないにもかかわらず継続的米軍基地 (A表) として登録された地所が7カ所 (安波訓練場、川田訓練場、瀬高訓練場、久志訓練場、屋嘉訓練場、浮島訓練場、前島訓練場) 含まれていた。「核抜き本土並み」をうたいながらも、基地ではないはずの土地でありながら、日本が新たに基地として米軍に提供することになる状況が7事案浮上した。

それに加え、返還される米軍基地 (C表) として登録された34カ所のうち、軍用地ではない「奥訓練場」と「瀬高第二訓練場」が加えられており、これも大きな不信を招くことになる。沖縄返還の時点で返還されるとした米軍基地の合計面積はおよそ4,959haだが、そのうちの大部分が、正確には米軍基地ではない奥訓練場 (3636ha) や瀬嵩第二訓練場で占められており、その他はコザ憲兵隊詰所や那覇憲兵隊詰所など、ほとんど使用されていない小さな施設ばかりが羅列されている。こうして、C表で沖縄に「返還される」という米軍基地リストの実態は、かなり疑わしく虚ろなものであった。また軍用地ではない土地が意図的にC表に加えられることにより、「返還」されないのではないか、「返還」されたということにして、自衛隊の基地として移管されるのではないかという懸念が生じた。

## 現在
了解覚書で「奥訓練場」として規定され二回にわたって「返還」されたという土地 (38,959千㎡)は、伊江林道開発事業 (24千㎡) 楚洲林道開発事業 (4千㎡) 宜名真ダム (75千㎡) 西銘岳特別保全地区 (790千㎡) 奥世皮原跡地畜産団地 (1,040千㎡) 天然林改良事業 (4,348千㎡) 人口造林事業 (1,053千㎡) 奥山地区農地開発事業 (430千㎡) 奥2号林道開発事業 (22千㎡) 奥団体営畑地灌漑事業 (160千㎡) 宇嘉農地開発事業 (250千㎡) 造林事業 (469千㎡) 自然環境保全林 (30,294千㎡) 等に利用されている。 